# Трусоов знак малигнитета
Трусоов знак малигнитета (ТЗМ) или Трусоов синдром је медицински знак који укључује епизоде упале крвних судова изазване крвним угрушком (тромбофлебитисом) који се понавља или се појављују на различитим местима током времена (мигрирајући тромбофлебитис лат. thrombophlebitis migrans). Трусоов синдром је ретка варијанта венске тромбозе која се карактерише понављајућом, миграторном тромбозом у површинским венама и на ретким местима, као што су грудни кош и руке. ТЗМ је често повезан са раком панкреаса, желуца и плућа, а може бити и рани знак рака. Понекад се појављује месецима до годинама пре него што би се тумор дијагностикује.
Место угрушка је осетљиво на додир а палпацијом  се угрушак може осетити као чворић испод коже.
Терапија хепарином се препоручује како би се спречили будући угрушци. 

## Етимологија
Трусоов знак малигнитета носи назив по доктору Арману Трусоу који га први описао мигрирајући тромбофлебитис 1860-их година. Након што је нешто касније Трусо открио исти овај знак код себе, дијагностикован му рак желуца, од кога је и убрзо и умро.
Трусоов знак малигнитета не треба мешати са Трусоовим знаком латентне тетаније изазване ниским нивоом калцијума у крви (хипокалцемијом).

## Опште информације
Трусо је први приписао тромбоемболију код малигнитета изазвану променама у саставу крви, а не локалним инфламаторним или механичким силама, корелирајући клиничко посматрање са хируршким и обдукцијским налазима, Трусо је препознао да локализовани рак може изазвати генерализовано хиперкоагулационо стање у којем се тромбоза може јавити и на другим местима у телу, као што је у екстремитетима са висцералним малигнитетом. Трусо је описао неколико случајева у којима је рекурентна тромбоза била главна карактеристика висцералног рака, а његово поверење у корисност ове везе навело га је да каже:
...По мом мишљењу, семиотичка вредност флегмазије у канцерогеној кахексији је толико велика да ову флегмазију сматрам знаком канцерогене дијатезе, једнако сигурним као и крвни излив у серозне шупљине.

## Патофизиологија
Неки малигни тумори, посебно глиоми (у 25% случајева), као и аденокарциноми панкреаса и плућа, повезани су са хиперкоагулабилношћу (склоност ка стварању крвних угрушака) из разлога који нису у потпуности схваћени, али могу бити повезани са факторима које лучи рак, посебно циркулишућим базом микровезикула које садрже ћелијске ткивне факторе. Неки аденокарциноми луче муцин који може да рагује са селектином који се налази на тромбоцитима, што доводи до стварања малих угрушака. Штавише, већина малигних тумора има прекомерну експресију и лучи хепараназу, ензим који разграђује хепаран сулфат  и ендогени хепарин, и тако доприноси хиперкоагулабилном стању код пацијената оболелих од рака. 
Потенцијални механизми хиперкоагулације повезане са раком: Тромбоза повезана са раком може настати услед: 
- стазе, или директног притиска туморске масе на крвне судове, због лошег општег стања и мировања у кревету након хируршких процедура,

- јатрогеније, као последица лечења антинеопластичним лековима,

- лучења хепараназе из малигних тумора што доводи до разградње ендогеног хепарина.

Код пацијената са хиперкоагулационим стањима повезаним са малигнитетом, крв може спонтано формирати угрушке у:
- порталним крвним судовима (тромбоза порталне вене),
- дубоким венама удова (дубока венска тромбоза),
- површинским венама (површинска венска тромбоза) било где на телу.

Ови угрушци се манифестују као видљиво отечени крвни судови (тромбофлебитис), посебно вене, или као повремени бол у погођеним подручјима.